# Schizotetranychus undulatus
Schizotetranychus undulatus är en spindeldjursart som först beskrevs av Johann Georg Beer och Lang 1958.  Schizotetranychus undulatus ingår i släktet Schizotetranychus och familjen Tetranychidae. Inga underarter finns listade i Catalogue of Life.